# Susie Wiles
Susan Wiles (nascida Summerall em 14 de maio de 1957) é uma consultora política americana que atuou como copresidente da campanha presidencial de Donald Trump em 2024, tendo trabalhado anteriormente em sua campanha de 2016, bem como na campanha de Ronald Reagan em 1980.
Ela foi escolhida pelo presidente eleito Trump para servir como a 32ª chefe de gabinete da Casa Branca no segundo governo Trump. Ela é a primeira mulher a ocupar o cargo.

## Vida pregressa
Susan Summerall nasceu em 14 de maio de 1957, como uma dos três filhos de Pat Summerall e sua esposa Kathy Summerall. Pat jogou futebol na National Football League (NFL) como chutador e mais tarde se tornou um locutor esportivo de sucesso, anunciando um recorde de 16 Super Bowls.
Wiles se formou na Academia dos Santos Anjos em 1975. Wiles também se formou na Universidade de Maryland, College Park, com bacharelado em língua inglesa.

## Carreira
Em 1979, Wiles foi contratado como assistente do representante Jack Kemp. Em 1980, ela se juntou à campanha presidencial de Ronald Reagan como planejadora de campanha.
Na década de 1990, Wiles serviu como chefe de gabinete de John Delaney, que na época era prefeito de Jacksonville. Wiles também trabalhou para a representante dos EUA Tillie Fowler.
De 2004 a 2009, ela aconselhou o prefeito de Jacksonville, John Peyton. Na eleição para governador da Flórida em 2010, Wiles foi creditado por ajudar a eleger o empresário Rick Scott. Considerado um "outsider" na época, Scott tinha poucas conexões com o Partido Republicano da Flórida.
Em janeiro de 2011, Wiles foi contratado como gerente de campanha presidencial do ex-governador de Utah, Jon Huntsman Jr. Durante a campanha de Huntsman, ela e o ex-jogador do Jacksonville Jaguars, Tony Boselli, lançaram uma empresa de consultoria com sede em Ponte Vedra Beach. Wiles deixou a campanha em julho de 2011.

### Trabalhando para Donald Trump
Na eleição presidencial de 2016, Wiles comandou as operações da campanha de Trump na Flórida. Durante a eleição para governador da Flórida em 2018, Wiles teria sido nomeado por Trump para ajudar a campanha do republicano Ron DeSantis para governador. No seu discurso de vitória, DeSantis descreveu Wiles como o "melhor no ramo". Wiles estava pronto para ajudar a campanha de Trump em 2020, mas de acordo com a reportagem do Politico, o vínculo com Wiles, que "desempenhou um papel fundamental em... 2016", foi cortado "a pedido do governador da Flórida, Ron DeSantis" para permitir que ele "instalasse seus próprios aliados no partido estadual", um movimento "amplamente visto como um revés para a campanha de reeleição do presidente" naquele estado-campo de batalha. Ela descreveu trabalhar para DeSantis como o "maior erro" de toda a sua carreira.
Em março de 2021, Wiles foi escolhido como CEO do Save America PAC de Trump. Em abril de 2021, o Politico descreveu Wiles como o "novo chefão no topo do mundo Trump", observando que ela exerceria autoridade sobre o ex-gerente de campanha de 2020, Bill Stepien, e o principal assessor Justin R. Clark. Sob a sua liderança, o Save America PAC cobriu os honorários advocatícios de vários funcionários atuais e antigos de Trump envolvidos em processos judiciais contra o ex-presidente.
Em agosto de 2022, ela foi descrita como efetivamente a "chefe de gabinete" de Trump na preparação para as eleições de meio de mandato de 2022 e seu anúncio da campanha presidencial de 2024.
Na acusação federal de 2023 contra Trump por manuseio indevido de documentos confidenciais, Trump teria mostrado um mapa confidencial sobre uma operação militar a uma pessoa sem autorização de segurança, referida como "Representante do PAC". De acordo com a ABC News, essa pessoa era Wiles.
Após a acusação, a ProPublica documentou um aumento nos pagamentos a Wiles como parte de um padrão de funcionários de Trump que receberam benefícios financeiros após serem intimados na investigação sobre Trump. Wiles negou saber que seria testemunha numa investigação sobre o seu chefe ou cliente não parecerem estar a receber tratamento especial e negou alguma vez ter falado com Trump sobre o seu testemunho.
Nos meses finais da campanha presidencial de 2024, Trump reiterou que Wiles e Chris LaCivita eram as duas pessoas que comandavam a campanha após uma discussão com o conselheiro de Trump, Corey Lewandowski. Em 2024, o Politico e o The Guardian relataram que Wiles se descreve como uma republicana "moderada".
Dois dias após a vitória de Donald Trump nas eleições presidenciais de 2024, Wiles foi escolhido como seu novo Chefe de Gabinete da Casa Branca.

## Vida pessoal
Wiles foi casada com Lanny Wiles, um consultor republicano, com quem se mudou para Ponte Vedra Beach, um subúrbio de Jacksonville, Flórida, em 1985. O casal se divorciou em 2017. Wiles tem duas filhas e é membro da Igreja Episcopal.